# Rävige
Rävige är den största byn i Okome socken,  Falkenbergs kommun. Genom jordbruksrationalisering har byn delvis idag (2012) kommit att hamna inom grannbyn Magårds fastigheter.
Delar av Stora Trännsjön, som ingår i Ätrans huvudavrinningsområde, är belägna inom byns gamla gränser.
På byns nordligaste utmarker ligger sedan 2008 naturreservatet Skogen vilken ibland har kallats för ”Byn utan namn” eller ”Den försvunna skogsbyn”.